# 大分県道519号三重新殿線
大分県道519号三重新殿線（おおいたけんどう519ごう みえにいどのせん）は、大分県豊後大野市を通る一般県道である。

## 概要
豊後大野市三重町赤嶺から豊後大野市千歳町下山に至る。豊後大野市の市庁舎が置かれる旧三重町の中心部と旧千歳村の中心部とを結ぶ路線である。
豊後大野市三重町の国道326号交点から豊後大野市千歳町の中九州横断道路 千歳ICに至るバイパス道路が建設中であり、一部供用されている

### 路線データ
- 起点：大分県豊後大野市三重町赤嶺[1]（JR九州豊肥本線 三重町駅前、大分県道517号三重停車場線終点）
- 終点：大分県豊後大野市千歳町新殿[1]（千歳IC入口交差点・千歳IC、国道57号・大分県道57号竹田犬飼線交点）

## 歴史
- 1959年（昭和34年）3月31日 - 大分県告示第274号により、県道三重新殿線として路線認定される（当時の整理番号は55）[3]。
- 1973年（昭和48年）4月2日 - 大分県告示第250号により、三重新殿線として路線認定[3]。
- 1998年度（平成10年度） - 前田新殿工区（豊後大野市千歳町前田 - 新殿間、2,300 m）に着工[2]。
- 2004年（平成16年）4月 - 前田新殿工区が完成[2]。
- 2008年（平成20年）2月29日 - 赤峰工区（豊後大野市三重町赤嶺、820 m）が完成・供用開始[2]。
- 2013年（平成25年）8月23日 - 内田赤嶺工区（740 m）が完成・供用開始[2][4]。
- 2014年度（平成26年度） - 牟礼前田工区に着工[2]。
- 2017年（平成29年）
  - 2月28日 - 赤嶺牟礼工区（1,040 m）が供用開始[2][5]。
  - 12月15日 - 内田工区（960 m）が供用開始[6]。
- 2018年（平成30年）3月31日 - 大分県告示第266号により、豊後大野市千歳町下山から新殿交差点の旧道の県道指定が解除される[7]
- 2019年（令和元年）9月27日 - 大分県告示第244号により、牟礼前田工区の区間を追加指定[8]。
- 2022年（令和4年）1月 - 秋葉前田工区（1.3 km）が供用開始。
- 2024年（令和6年）1月22日 - バイパス工事に伴い、3号橋完成までの間、現道から迂回路に切り替えられる[9]。

## 路線状況

### バイパス
大分県豊後大野市三重町の国道326号から、豊後大野市三重町の中心部を経て、豊後大野市千歳町の中九州横断道路 千歳ICに至る路線である。秋葉内田、内田、内田赤嶺、赤嶺、赤嶺牟礼、牟礼前田、前田新殿の7工区に分けて事業が進められている。2017年（平成29年）現在では、このうち内田、内田赤嶺、赤嶺、赤嶺牟礼、前田新殿、秋葉前田の6工区が完成し供用されており、牟礼前田工区が事業中である。

### 重複区間
- 大分県道636号百枝浅瀬野津線（豊後大野市三重町百枝・百枝入口交差点 - 豊後大野市三重町上田原）

### 道路施設

#### 橋梁
- 原田橋（大野川、豊後大野市）

## 地理

### 通過する自治体
- 豊後大野市

### 交差する道路
| 交差する道路                                                     | 交差する場所 | 交差する場所                                                                              |
| ---------------------------------------------------------------- | ------------ | ----------------------------------------------------------------------------------------- |
| 国道326号                                                        | 三重町内田   | バイパス起点【北緯32度57分59.8秒 東経131度34分54.9秒 / 北緯32.966611度 東経131.581917度】 |
| 大分県道517号三重停車場線                                        | 三重町赤嶺   | 起点                                                                                      |
| 大分県道636号百枝浅瀬野津線 重複区間起点 大分県道693号百枝大野線 | 三重町百枝   | 百枝入口交差点                                                                            |
| 大分県道636号百枝浅瀬野津線 重複区間終点                         | 三重町上田原 |                                                                                           |
| 大野川上流広域農道 / 奥豊後グリーンロード                        | 千歳町下山   |                                                                                           |
| 国道57号 / 中九州横断道路 千歳大野道路 大分県道57号竹田犬飼線    | 千歳町下山   | 千歳IC入口交差点 千歳IC / 終点                                                            |

### 交差する鉄道
- 豊肥本線

### 沿線
- JR九州豊肥本線 三重町駅
- 豊後大野市役所 千歳支所（終点付近）
- 豊後大野市立千歳小学校（終点付近）
- 豊後大野市立千歳中学校（終点付近）